# Żegota Krówczyński
Żegota Krówczyński (ur. 17 lipca 1848 we Lwowie, zm. 1 lutego 1893 we Lwowie) – lekarz i działacz społeczny, propagator wychowania fizycznego, współzałożyciel Towarzystwa Gimnastycznego „Sokół”.

## Życiorys
Urodził się jako syn rzemieślnika. We Lwowie ukończył szkołę ludową i średnią. W 1865 rozpoczął studia prawnicze na Uniwersytecie we Lwowie, lecz po dwóch latach porzucił prawo i zapisał się na Wydział Lekarski Uniwersytetu Jagiellońskiego. W 1873 ukończył studia i rozpoczął pracę na Oddziale Chorób Skórnych i Wenerycznych w Szpitalu Św. Ducha w Krakowie. 28 lutego 1874 został doktorem wszech nauk lekarskich, a w kwietniu przeniósł się do Lwowa, gdzie otworzył prywatną praktykę, a jednocześnie pracował jako lekarz na Kobiecym Oddziale Chorób Wenerycznych i Skórnych Szpitala Powszechnego, którego prymariuszem został w 1879.
Opublikował około 60 prac naukowych o chorobach skórno-wenerycznych i wiele artykułów na temat kultury fizycznej w pismach, między innymi Przewodniku Gimnastycznym i Przeglądzie Lekarskim.

## Działalność społeczna
Studiując we Lwowie działał w środowisku akademickim, między innymi był współzałożycielem Towarzystwa Gimnastycznego „Sokół”. W latach 1986–1893 był jego prezesem oraz członkiem honorowym kół we Lwowie, Cieszynie i Krakowie.
Prowadził odczyty na temat kultury fizycznej i propagował działalność Towarzystwa. Jako uznany autorytet w sprawach higieny społecznej, był członkiem Krajowej Rady Zdrowia (w latach 1879-1892), przewodniczącym lwowskiej Sekcji Sanitarnej Rady Miejskiej (1886-1892) oraz rzecznikiem zagadnień sanitarno-higienicznych miasta w Wiedniu.
Należał między innymi do Towarzystwa Pedagogicznego, Towarzystwa Lekarzy Galicyjskich i Towarzystwa Higienistów.
Zmarł na gruźlicę. Pochowany w rodzinnym grobowcu na cmentarzu łyczakowskim. Grobowiec rodzinny Krówczyńskich jest dziełem Tadeusza Barącza.

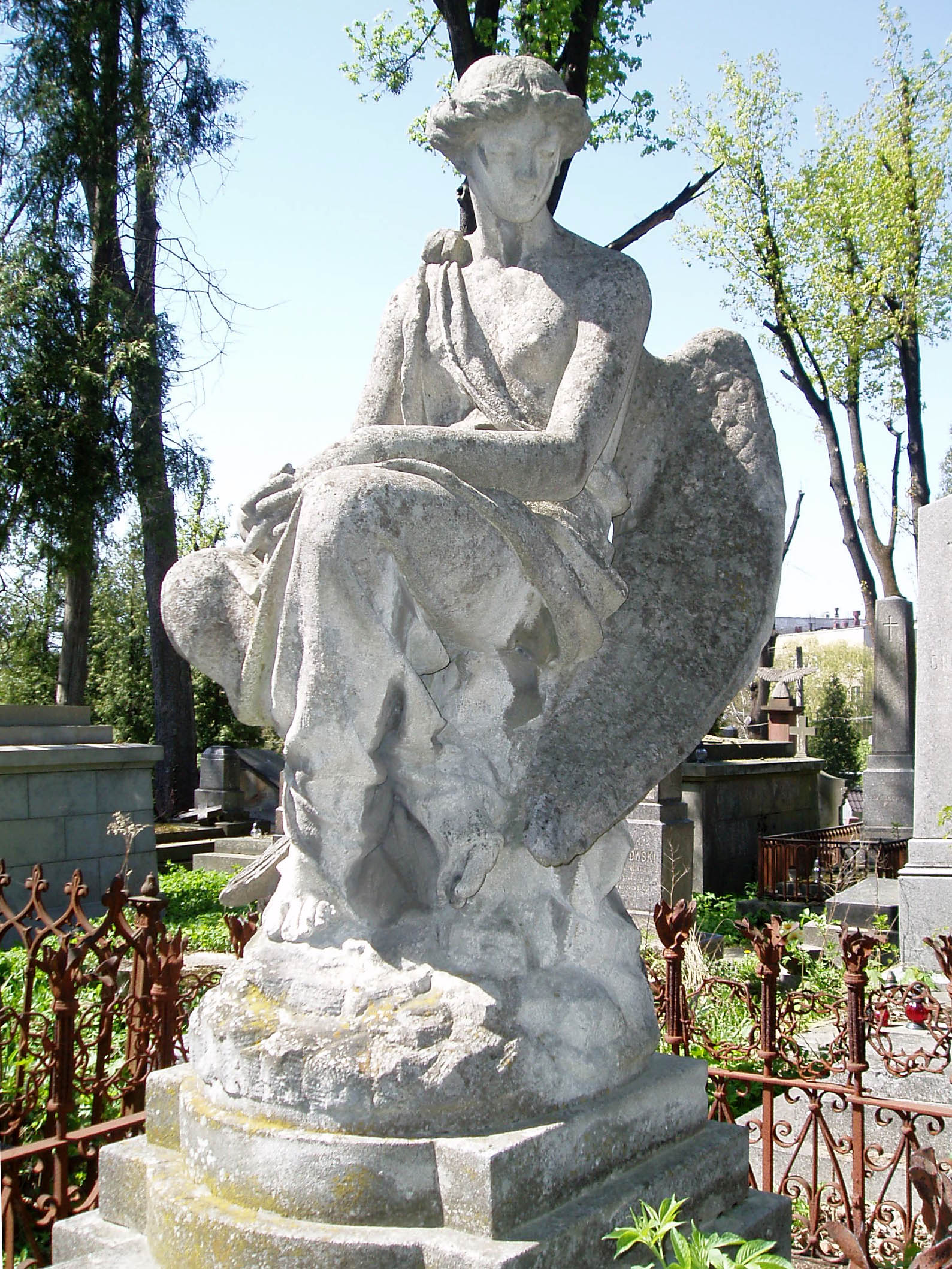
Rzeźba na grobowcu rodzinnym Krówczyńskich

## Rodzina
Ojcem Żegoty Krówczyńskiego był rzemieślnik Wojciech, matką Maria (z domu Baraniecka). Żegota Krówczyński był dwukrotnie żonaty. Pierwszą żoną była Ludwika Piotrowska, drugą Irena Makarewicz. Miał czworo dzieci.